# ネイムマネジメント
株式会社ネイムマネジメント（英文社名；Name Management INC.）は、東京都港区に本社を置く日本のモデルエージェンシー。パリとニューヨークに本部を置く大手モデルエージェンシー『エリート・モデル・マネジメント』の日本エージェンシーである。
2015年6月1日に、株式会社エリートジャパンから商号変更。
東京以外に名古屋と大阪にも事務所を置いており、愛知県名古屋市東区葵1-17-14 HERBE葵911、大阪府大阪市中央区北浜2-3-14 6Fにそれぞれ所在している。

## 沿革・概要
外国人モデル招聘のエージェンシーとして1980年代初期に設立。その後すぐに、ニューヨークにある大手モデルエージェンシー『エリート・モデル・マネジメント』のジョン・カサブランカ（創設者）のもとを訪ね、業務提携を結び現在に至る。また、世界規模のモデルコンテスト「エリートモデルルック」の日本大会主催者であり、そこでグランプリとなった者はエリートジャパンとの専属契約が保証される。
2001年8月に、男性モデル部門を分社化し、有限会社ギグマネジメントジャパンを設立。以降は、女性モデル専門でマネジメントを行うこととなる。
2005年から、株式会社田辺エージェンシー、エリートジャパン、株式会社スマイルカンパニーの芸能・モデル・音楽3社による共同プロジェクト「TES COMPANY」を通じて、タレント、女優、アーティストの発掘、育成、マネジメントを手掛けた。TESとは、T（田辺エージェンシー）、E（エリートジャパン）、S（スマイルカンパニー）の略である。また、ヒューマンアカデミー株式会社とも提携し、モデルとしての技術向上を図るためのワークショップ（elite MODELS WORKSHOP）も行った。

## 所属モデル
※2020年4月現在
- アヴィ
- 秋吉麻子
- アコ
- 浅川美流
- 雨宮モニゼ
- あゆみ
- 安藤やよい
- 池田莉子
- 石井ミユキ
- EMIKO
- 英梨香
- 大杉亜依里
- 小川ライサ
- 奥間唯
- 小倉マキ
- 片山淑恵
- 嘉手苅真愛
- 亀田早織
- カロリーネ
- 川村安奈
- 岸本セシル
- キャンディ
- 久保田暢子
- 古座谷麻美
- 小林美紀
- 沙樹
- 佐藤弘美
- 鈴木愛
- ダイアナチアキ
- タカノマユミ
- 高橋京子
- 高橋里奈
- 橘真由美
- 田所美沙
- 田中順子
- 谷本佳代
- 千咲
- 堤景子
- つむぎ
- 中尾有伽
- 永木優里子
- 長嶺シャノン
- 菜子
- 根小田碧
- ノエ
- 野口珠実
- 野原香
- 馬場ふみか
- 林菜生
- バレリー
- 板東晴
- 平谷香奈
- 福本幸子
- 松本アリシア
- 真樹麗子
- 牧山アリネ
- 山下容理子
- 山田愛奈
- 弓場優子
- レナ
- 渡辺未加子
- 高嶋香帆

## かつて所属していたモデル
- 浅野麻由子
- あなん
- アンミカ
- 生方ななえ
- 池田香織
- 今宿麻美
- 印南優貴
- 内田ナナ
- Emi（別名：松島恵美）
- ELISA
- 大場純子
- 大屋夏南
- 岡まゆみ
- 小倉里紗
- 尾中愛
- 小野寺真利
- 片山瞳
- 川合千春
- 川村歩惟
- 桐田さゆり
- 桑村真理子
- 小泉深雪
- 後藤樹里
- 小西真奈美
- 呉侑美
- 斎藤幸乃
- 坂本悠子
- 左近知美
- 佐々木温子
- 紗羅マリー
- 椎名千明
- 椎名英姫
- ジュリアナ
- JUNKO（別名：幕田順子）
- JOSI
- 鈴木千恵美
- 相馬幸恵
- 高橋典子
- 高橋まりの
- 鷹見まき
- 竹厚綾
- 田才千恵
- 田中こなつ
- 玉岡樹里
- ちひろ
- 月乃
- 坪井貴美子
- TIFFANY
- 寺口実里
- 寺田椿
- 中村奈央子
- 中山美佐子
- 西あゆみ
- 西川綾
- 西まりえ
- 新田和美
- 葉月
- 原唯
- 原由美
- 平岡朋子
- 藤原昌美
- 古谷恵
- 本田あゆ
- 舞
- 前園佐織
- 松下奈緒
- 松山愛里
- ミシェル未来
- 宮内佳奈子
- 宮代香織
- 宮本房子
- 三訳真奈美
- 柳沢実佑
- 山本樹里
- 友香（別名：YUKA）
- 幸栄
- 義山眞耶
- 渡辺智子